# Allison Transmission
Die Allison Transmission Holdings, Inc. ist ein US-amerikanischer Hersteller von Getrieben und Hybridantrieben für Nutzfahrzeuge. Das Unternehmen gehört zu den weltweit führenden Herstellern vollautomatischer Getriebe für Lastwagen, Omnibusse, Off-Road- und Militärfahrzeuge.

## Geschichte
Am 14. September 1915 gründete James A. Allison die Indianapolis Speedway Team Corporation. Daraus entstand die Allison Engine Company, die 1929 von General Motors aufgekauft wurde. General Motors gründete 1946 die Allison Transmission. Meilensteine bis 1970 waren das erste Lastschaltgetriebe für die Marine, Lastschaltgetriebe für Straßenfahrzeuge, der Winkelantrieb für Kettenfahrzeuge, integrierte hydraulische Retarder, vollautomatische Getriebe für LKW und mit Doppelturbinen ausgestattete Getriebe für Transportfahrzeuge. 
In den 1970er Jahren wurden von Allison Transmission auch Bauteile für den elektrischen Antriebsteil von EMD-Lokomotiven gefertigt. Zwischenzeitlich bis 1987 hieß das Unternehmen „Detroit Diesel Allison“. Zwischen 1980 und 1987 lieferte Allison 5000 X1100-Getriebe für die Panzer M1 und M1 Abrams. Es erlaubt die Beschleunigung von 65 Tonnen Fahrzeugmasse in sieben Sekunden auf 32 km/h und die Verzögerung mittels integriertem Bremssystem von 64 km/h auf 0 km/h in vier Sekunden. Im Februar 2003 fusionierte Allison Transmission mit GM Powertrain. Im Juni 2007 verkaufte General Motors das Unternehmen an die Finanzinvestoren Carlyle Group und Onex Corporation.
2012 folgte der Börsengang an der New York Stock Exchange. Zwei Jahre später, im September 2014, trennten sich sowohl Carlyle als auch Onyx von ihren Beteiligungen an Allison Transmission.

## Produkte
Außer Automatikgetrieben mit integriertem Bremssystem stellt Allision Transmission auch Hybridantriebssysteme her, ein solches wird zum Beispiel in den Urbino 18 Hybrid-Bussen der polnischen Solaris Bus & Coach eingebaut. Das 2003 vorgestellte Getriebe ermöglicht es den Bussen sowohl rein elektrisch als auch mit Verbrennungsmotor zu fahren. 2016 wurde das Hybridantriebssystem bereits in mehr als 7800 Bussen verwendet und weltweit in über 230 Städten eingesetzt.